# 李平 (中将)
李平（1925年3月—2018年11月11日），山东蓬莱人，中国人民解放军将领、中国人民解放军中将。

## 生平
1988年，授予中国人民解放军中将，曾任陆军指挥学院副政治委员兼政治部主任。